# 萨哈斯普尔
萨哈斯普尔（Sahaspur），是印度北方邦Bijnor县的一个城镇。总人口22604（2001年）。

## 人口
该地2001年总人口22604人，其中男性11903人，女性10701人；0—6岁人口4693人，其中男2388人，女2305人；识字率38.99%，其中男性为44.38%，女性为33.01%。